# Lokit, Irșava
Lokit (în ucraineană Локіть) este un sat în comuna Ciornîi Potik din raionul Irșava, regiunea Transcarpatia, Ucraina.

## Demografie
Componența lingvistică a localității Lokit
     Ucraineană (99,11%)
     Alte limbi (0,89%)
Conform recensământului din 2001, majoritatea populației localității Lokit era vorbitoare de ucraineană (99,11%), existând în minoritate și vorbitori de alte limbi.